# Nick Kroll

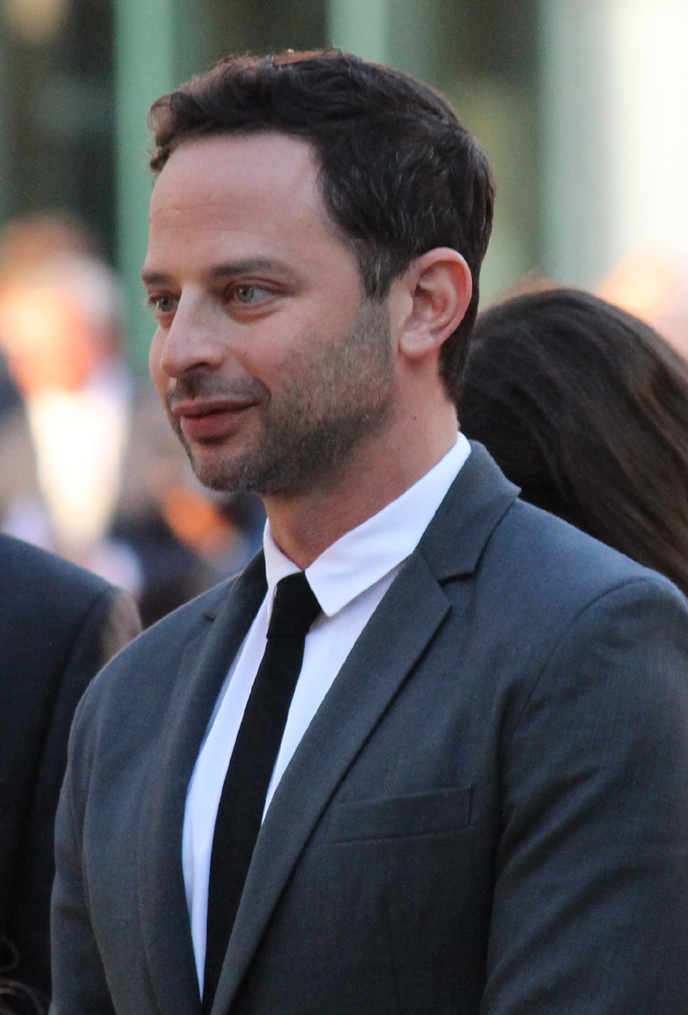
Nick Kroll auf dem Toronto International Film Festival 2016

Nicholas J. „Nick“ Kroll (* 5. Juni 1978 in New York City) ist ein US-amerikanischer Schauspieler, Komiker, Synchronsprecher, Comedy-Autor und Produzent.

## Persönliches
Kroll wuchs in Westchester County, New York, auf. Er hat drei ältere Geschwister.
Er besuchte die Solomon Schechter School of Westchester und anschließend die Rye Country Day High School. 2001 schloss er sein Studium an der Georgetown University ab. Nach eigener Aussage hat er zwar einen Abschluss in Geschichte, Kunst und Spanisch, fühlte sich aber im Laufe der Zeit immer mehr zu den Medienwissenschaften hingezogen.
Im Mai 2013 begann er eine Beziehung mit seiner Parks and Recreation-Kollegin Amy Poehler. Mittlerweile haben sie sich getrennt.

## Karriere
Kroll war Teil des Autorenstabs der Chappelle’s Show auf Comedy Central und MTVs Human Giant. Seine Live-Auftritte sind eine Mischung aus Stand-up- und Sketch-Comedy. Seine bekanntesten Charaktere sind Bobby Bottleservice, Fabrice Fabrice und Gil Faizon von der The Oh, Hello Show, welche er in Zusammenarbeit mit John Mulaney schrieb. 2013 wurde er mit dem Breakout Star of the Year Award im Rahmen des Just for Laughs Comedy Festivals in Montreal, Kanada, ausgezeichnet.
Er tourt regelmäßig mit Stand-up-Programmen durch die USA und erscheint regelmäßig in Comedy-Podcasts oder Radiosendungen. 2011 zeigte Comedy Central sein Stand-Up-Special Thank You Very Cool. Er war lange Student und Darsteller des Upright Citizens Brigade Theater in New York City und Los Angeles. 2008 tourte er mit Aziz Ansari im Rahmen der Glow in the Dark-Tour durch die Vereinigten Staaten. Mit John Mulaney tourte er zuletzt durch die USA.
Seinen Durchbruch im Fernsehen feierte er, als er als Nebendarsteller in der ABC-Sitcom Cavemen auftrat. Er selbst sagt, dass dies die wohl wichtigste Erfahrung in seiner professionellen Karriere war. Anschließend spielte er in Best Week Ever auf VH1 mit und gastierte in diversen Mini-Rollen, beispielsweise in Parks and Recreation, Community und New Girl.
Von Oktober 2009 bis Dezember 2015 spielte er die Rolle des Rodney Ruxin in der FXX-Serie The League. Gleichzeitig startete er seine eigene Comedy Central Sketch-Show Kroll Show, welche von Januar 2013 bis März 2015 lief.

## Filmografie (Auswahl)

### Schauspieler
- 2006: Late Night with Conan O’Brien (Fernsehserie, Episode 13x162)
- 2006: Cheap Seats: Without Ron Parker (Fernsehserie, Episode 4x22)
- 2007: Human Giant (Fernsehserie, 2 Episoden)
- 2007–2008: Cavemen (Fernsehserie, 9 Episoden)
- 2008–2009: Worst Week (Fernsehserie, 6 Episoden)
- 2008–2011: Childrens Hospital (Fernsehserie, 6 Episoden)
- 2008–2012: The Life & Times of Tim (Fernsehserie, 30 Episoden)
- 2009: Reno 911! (Fernsehserie, 6 Episoden)
- 2009: Sit Down, Shut Up (Fernsehserie, 13 Episoden)
- 2009–2015: The League (Fernsehserie, 84 Episoden)
- 2010: Männertrip (Get Him to the Greek)
- 2010: Dinner für Spinner (Dinner for Schmucks)
- 2010: Meine Frau, unsere Kinder und ich (Little Fockers)
- 2011: Community (Fernsehserie, Episode 3x09)
- 2011–2012: American Dad (Fernsehserie, 5 Episoden, Stimme)
- 2011–2015: Parks and Recreation (Fernsehserie, 5 Episoden)
- 2011, 2018: Portlandia (Fernsehserie, 2 Episoden)
- 2012–2016: Comedy Bang! Bang! (Fernsehserie, 5 Episoden)
- 2013–2015: Kroll Show (Fernsehserie, 23 Episoden)
- 2013: New Girl (Fernsehserie, Episode 2x20)
- 2013: Burning Love (Fernsehserie, 4 Episoden)
- 2014: Adult Beginners – Erwachsenwerden für Anfänger (Adult Beginners)
- 2014: A Better You
- 2015: Knight of Cups
- 2015: Brooklyn Nine-Nine (Fernsehserie, Episode 2x15)
- 2015: Unbreakable Kimmy Schmidt (Fernsehserie, Episode 1x11)
- 2015: Vacation – Wir sind die Griswolds (Vacation)
- 2015: Die Simpsons (The Simpsons, Fernsehserie, Episode 27x04, Stimme)
- 2016: Joshy – Ein voll geiles Wochenende (Joshy)
- 2016: My Blind Brother
- 2016: Sausage Party – Es geht um die Wurst (Sausage Party, Stimme)
- 2016: Loving
- 2016: Sing (Stimme)
- 2017: Captain Underpants: Der supertolle erste Film (Captain Underpants: The First Epic Movie, Stimme)
- 2017: Casino Undercover (The House)
- 2017–2025: Big Mouth (Fernsehserie, Stimme)
- 2018: Uncle Drew
- 2018: Operation Finale
- 2019: Olympic Dreams
- 2019: Pets 2 (The Secret Life of Pets 2, Stimme)
- 2019: Die Addams Family (The Addams Family, Stimme)
- 2021: How It Ends
- 2021: Die Addams Family 2 (The Addams Family 2, Stimme)
- 2021: Sing – Die Show deines Lebens (Sing 2, Stimme)
- 2022: Human Resources
- 2022: Don’t Worry Darling
- 2023: Die verrückte Geschichte der Welt, Teil II (History of the World: Part II, Miniserie)
- 2024: I Don’t Understand You
- 2024: Red One – Alarmstufe Weihnachten (Red One)
- 2024: Sing: Thriller (Stimme)
- 2025: Die Schlümpfe: Der große Kinofilm (Stimme)

### Produzent
- 2014: Adult Beginners – Erwachsenwerden für Anfänger (Adult Beginners)
- 2017: Big Mouth (Netflix-Serie, 7 Staffeln)
- 2022: Human Resources (Netflix-Serie, 2 Staffeln)